# WNBC
WNBC, en el canal 4, es la estación de cabecera de la cadena de televisión estadounidense NBC, ubicada en Nueva York y administrada y operada por NBC Universal. Los estudios de WNBC están ubicados dentro de las oficinas centrales corporativas de NBC en 30 Rockefeller Plaza en el centro de Manhattan. WNBC es la estación hermana de WNJU, con sede en Linden, Nueva Jersey (canal 47, señal de cabecera de la cadena Telemundo).
En las pocas áreas del este de los Estados Unidos donde la señal abierta de NBC no llega, WNBC está disponible en satélite a través de la banda C, y a los suscriptores de DirecTV, el cual a la vez provee la cobertura de la estación en Latinoamérica, el Caribe y el sistema de entretenimiento en vuelo LiveTV de la línea área JetBlue. DirecTV también le permite a sus suscriptores en Los Ángeles, California, la recepción del canal pagando una cuota adicional. La estación también puede ser vista en algunas compañías de cable en los mercados televisivos donde no hay ninguna afiliada local a NBC.

## Primeros años

### Transmisiones experimentales

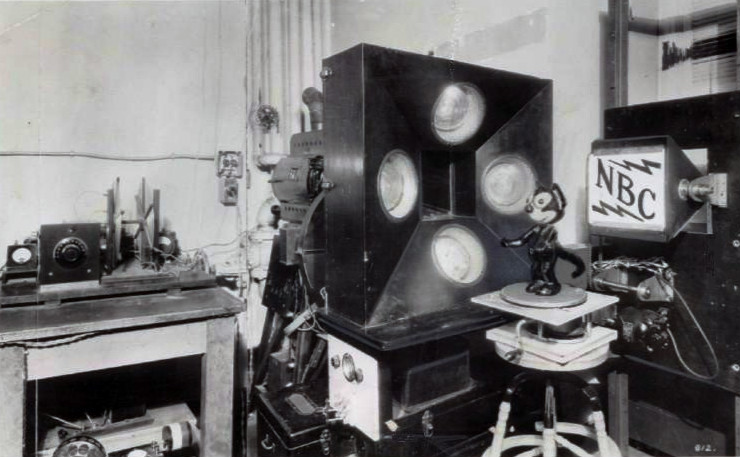
El muñeco del gato Félix en las primeras transmisiones experimentales.

La que ahora es WNBC-TV comienza su historia con la estación experimental W2XBS, fundada por la RCA (cofundadora de la NBC) en 1928, sólo dos años después de que la NBC fuera fundada como la primera cadena radial del país. Originalmente la señal era puesto experimental para su sistema televisivo, y utilizaba un sistema de escaneo mecánico, y después fue usada para pruebas de recepción e interferencia. La estación salió del aire en algún momento de 1933 dado que RCA volcó su atención al desarrollo de la televisión del tubo de rayos catódicos en sus dependencias en Camden, Nueva Jersey, bajo el liderato del Dr. Vladimir Zworykin. La estación originalmente transmitía en las frecuencias de 2,0 a 2,1 megahertz. En 1929, W2XBS mejoró su transmisor y las dependencias de transmisión para lograr las emisiones en 60 líneas verticales y 20 fotogramas por segundo, en las frecuencias de 2,75 a 2,85 megahertz. En 1928, Félix el gato fue una de las primeras imágenes transmitidas por televisión en toda la historia, cuando la RCA colocó un muñeco del famoso gato hecha en papel-mache, para una transmisión experimental en W2XBS. El muñeco fue elegido por su contraste de tonos y su capacidad de mantener indemne a pesar de las potentes luces que se utilizaban en los inicios de la televisión, y fue colocado en la tornamesa de un fonógrafo y televisado por cerca de dos horas cada día. El muñeco se mantuvo en la tornamesa por cerca de una década mientras la RCA afinaba la definición de la imagen, iniciando la era de la televisión electrónica.
En 1935, el sistema completamente electrónico del tubo de rayos catódicos, fue autorizado como un proyecto de "prueba de campo", y la NBC convirtió un estudio de radio en el edificio RCA --actualmente el edificio General Electric-- en el Rockefeller Center de Nueva York para el uso televisivo. A mediados de 1936, comenzó a emitir programación a pequeña escala para una audiencia de cerca de 75 televisores ubicados en los hogares de los altos ejecutivos de RCA, y una docena de aparatos en una sala de circuito cerrado en las oficinas del piso 52 del edificio RCA. La sala de circuito cerrado era a menudo visitada por organizaciones o invitados de la corporación, que veían un programa en vivo producido unos cuantos pisos más abajo.
La audiencia total de las primeras transmisiones de NBC estaban fuertemente restringidas, pudiendo verlas sólo aquellas personas autorizadas por la compañía, con lo cual la instalación de aparatos de televisión alcanzaron los 200. Poco después de que NBC comenzó su programación semi-regular de transmisiones televisivas en 1938, DuMont Laboratories anunció la venta al público de televisores, una estrategia que la RCA no tenía contemplada. En respuesta a ello, NBC cesó todas sus transmisiones de televisión por varios meses.

#### Hitos de W2XBS
Bajo su sigla W2XBS, la estación anotó numerosos hitos técnicos, incluyendo la primera transmisión televisiva de un drama desde Broadway (junio de 1938), el primer evento noticioso emitido por una unidad móvil (un incendio en un edificio abandonado en noviembre de 1938), el primer discurso televisado de un Presidente (hecho por Franklin Delano Roosevelt al inaugurar la Feria Mundial de Nueva York en 1939), las primeras transmisiones de partidos de básquetbol profesional y universitario (ambas en 1939), la primera televisación de un encuentro de la National Football League (en 1939), la primera emisión de un partido de la National Hockey League (a inicios de 1940), y la primera transmisión en cadena de una convención política (la Convención Nacional Republicana de 1940, realizada desde el 24 al 28 de junio en Filadelfia).

### Primera estación de TV comercial
La estación inició sus operaciones de televisión comercial el 1 de julio de 1941, siendo la primera estación licenciada con tal fin en los Estados Unidos. La sigla fue cambiada a WNBT (W NBC Television) y se transmitía originalmente en el canal 1. El 1 de julio de 1941, WNBT emitió el primer comercial televisivo antes de un partido de béisbol entre los Brooklyn Dodgers y los Philadelphia Phillies. El spot de 10 segundos para la marca de relojes Bulova, por el cual la empresa pagó 9 dólares de la época, desplegaba una imagen de un reloj superpuesta en un mapa de los Estados Unidos, acompañada por la voz en off que decía: "America runs on Bulova time". The Voice of Firestone, un programa de radio de la NBC desde 1928, se convirtió en el primer programa de televisión que no presentaba noticias ni deportes, cuando comenzó en WNBT el 29 de noviembre de 1943.
Durante la Segunda Guerra Mundial, RCA dirigió su equipo técnico de TV a la Marina de Estados Unidos, la cual estaba interesada en desarrollar una bomba guiada por televisión. El estudio y el equipo programático de WNBT fueron puestos a disposición del Departamento de Policía de Nueva York y usada para el entrenamiento de la Defensa Civil. La programación pública retornó en pequeña escala durante 1944.
El denominado Día de la Victoria Aliada, el 8 de mayo de 1945, WNBT transmitió varias horas de cobertura noticiosa, y despachos de varios sectores de la ciudad de Nueva York. El evento fue promovido con anterioridad por NBC a través de una tarjeta enviada por correo directo a los poseedores de aparatos de televisión en el área de Nueva York En un momento de la transmisión, una cámara de WNBT ubicada en la cornisa del Hotel Astor mostraba a la multitud en las calles celebrando el fin de la guerra en Europa. La amplia cobertura en vivo fue un preludio del rápido crecimiento de la televisión luego del fin de la guerra.
En 1946, la estación cambió su frecuencia del canal 1 al canal 4 después de que el canal VHF 1 fuera removido del uso de transmisiones televisivas. (El canal 4 anteriormente era ocupado por WABD antes de trasladarse al canal 5) En octubre de 1948, las operaciones de WNBT fueron integradas con algunas de su radioemisora hermana, WNBC (AM).
La estación cambió su sigla el 18 de octubre de 1954 a WRCA-TV (en honor a la entonces compañía padre de NBC) y el 22 de mayo de 1960, el canal 4 se convirtió en WNBC-TV al igual que las estaciones de radio.

### La era de WNBC
WNBC-TV se ha ganado un espacio en la historia de la radiotelevisión al ser el lugar de nacimiento de The Tonight Show. Comenzó en la estación en 1953 como el programa de trasnoche local, The Steve Allen Show, y el ejecutivo de NBC, Pat Weaver, lo compró para la cadena en 1954. El estudio 6B de NBC, desde el cual se emitía el Tonight Show durante la era de Jack Paar y los inicios de Johnny Carson (primero se hacía desde el Teatro Hudson en 44th Street) fue el estudio principal de los noticieros hasta 2008.
El 1 de junio de 1992, el canal 4 eliminó el sufijo -TV de su sigla y se convirtió simplemente en WNBC, con el nuevo eslogan 4 New York. WNBC fue renombrado nuevamente como NBC 4 el 5 de septiembre de 1995 con sus nuevos noticieros denominados Newschannel 4.
El 11 de septiembre de 2001, la planta transmisora de WNBC, así como las de otros ocho canales locales y varias radioemisoras, fueron destruidas cuando dos aviones secuestrados chocaron y destruyeron las Torres Gemelas del World Trade Center. El ingeniero de transmisión de WNBC, Bill Steckman, murió en la tragedia, junto con otros seis ingenieros de otros canales de televisión. Después de retornar a sus transmisiones al aire, la estación emitía su señal desde la Torre Armstrong en Alpine, Nueva Jersey. Desde 2005, WNBC-TV se emite desde el Edificio Empire State.
En 2004, WNBC sirvió como estación modelo para NBC Weather Plus, un canal del tiempo las 24 horas del día que se emite en su segundo subcanal digital (4.2) y en varios sistemas de cable local. Otras estaciones adquiridas por NBC lanzaron sus propios canales Weather Plus en 2005, a pesar de que a fines de 2008 estaba planeado el fin de este canal.

## Televisión digital
WNBC-DT transmite en el canal digital UHF 28 y podría mantenerse en dicha frecuencia después de la transición a la televisión digital en Estados Unidos, agendada para el 12 de junio de 2009. Posterior a esta transición, WNBC-DT continuaría operando junto con WCBS y WWOR en la antena UHF compartida en el Empire State (WABC, WPIX y WNET no serán parte de esta compartición después de la transición y se trasladarán a sus propias antenas).
WNBC utiliza el Protocolo de Información de Programas y Sistemas para desplegar el canal virtual de WNBC desde el 4.1 hasta 4.4:
Canales digitales
| Canal | Nombre               | Programación             |
| ----- | -------------------- | ------------------------ |
| 4.1   | WNBC-DT              | Programación de WNBC/NBC |
| 4.2   | NBC New York Nonstop |                          |
| 4.4   | Universal Sports     | Deportes                 |

## Noticieros
A lo largo de su historia, WNBC-TV ha tenido éxito con su departamento de prensa, en términos de audiencia y aclamación de la crítica. Durante los años 60, el canal 4 competía contra WCBS-TV por el liderazgo de sus departamentos informativos en el mercado televisivo de Nueva York. También fue un fuerte competidor durante fines de los años 70 e inicios de los 80, cuando la cadena NBC-TV estaba en su máximo nivel de audiencia. El sello de WNBC a través de los años fue la gran cobertura de historias impactantes y un grueso producto noticioso que proveía entretenimiento e información. Los mejores ejemplos de esto son Live at Five y Today in New York, los cuales entregan una mezcla de noticias, presentaciones y entrevistas.
El equipo de noticias de WNBC es uno de los más estables en el país; muchas de sus personalidades han estado en la estación por 20 años o más. Chuck Scarborough ha sido el presentador principal de la estación desde 1974. Desde 1980, ha hecho equipo con Sue Simmons a las 11:00 p. m., y los dos han sido la pareja de presentadores más larga en la historia de Nueva York. Len Berman ha sido el director de deportes del canal desde 1985, y el corresponsal Gabe Pressman ha estado en la estación desde 1956, excepto por un receso de siete años (entre 1972 y 1979), cuando estuvo en WNEW-TV (actual WNYW).
WNBC-TV fue la primera estación en un gran mercado televisivo del país en lograr éxito con un noticiero a las 5:00 p. m., añadiendo el programa a su show Sixth Hour a las 6:00 p. m. en 1974 y manteniendo sus noticieros locales Newscenter 4. Tres de las estaciones adquiridas y operadas por NBC (WMAQ-TV en Chicago, WRC-TV en Washington D. C., y KNBC en Los Ángeles) también adoptaron el nombre NewsCenter. El eslogan se mantuvo hasta octubre de 1980, cuando fueron renombrados como News 4 New York. Poco después, el entonces segmento de las 5 de la tarde fuera renombrado como Live at Five, y la hora fuera reformateada pasando de un programa solamente de noticias a mezclar información con entrevistas a celebridades. Live at Five finalmente se convirtió en el programa local más exitoso de Nueva York, un hecho que le valió al equipo del programa aparecer en la portada de la revista New York.
El 17 de noviembre de 2008, WNBC trasladó su estudio de noticias del Estudio 6B al 7E, junto con un rediseño del estudio. Este movimiento viene después de meses de planificación del nuevo departamento de prensa con su sub-canal digital de noticias las 24 horas. El estudio podría ser usado por el programa Late Night with Jimmy Fallon cuando empiece en 2009. 
Actualmente WNBC coopera con la radioemisora WINS durante sus noticieros matinales para proveer cobertura adicional del tráfico en el área de la ciudad de Nueva York.

### Futuro
El 7 de mayo de 2008, NBC Universal anunció planes para un gran reestructuración del departamento de prensa de WNBC. La pieza central de la reestructuración sería la creación de un canal de noticias las 24 horas, el cual podría operar en el cuarto subcanal digital de WNBC (4.4). Las actuales operaciones de noticias del canal 4 serían integradas dentro del nuevo canal de noticias, el cual serviría como "centro de contenidos" para varias plataformas de distribución local.
A fines de 2008, WNBC inició las pruebas de su nuevo sitio web, el cual también formaría parte de su futuro centro de contenidos. Sin embargo, en las semanas posteriores al debut de la versión beta del sitio, se criticó la falta de videos en vivo del canal.

## Personalidades actuales

### Presentadores
- Chuck Scarborough, días de semana a las 6, 7 y 11 PM
- Sue Simmons, días de semana a las 5, 6 y 11 PM
- David Ushery, días de semana a las 5 PM
- Michael Gargiulo, días de semana en la mañana
- Darlene Rodriguez, días de semana en la mañana y fines de semana a las 11 PM
- Pat Battle, fines de semana en la mañana
- Erika Tarantal, fines de semana en la mañana / reemplazo los días de semana en la mañana
- DeMarco Morgan, fines de semana a las 6 y 11 PM
- Melissa Russo, sábados a las 6 y 11 PM

### Reporteros
- Lynn Berry, reportera general
- Lynda Baquero, reportera general
- Greg Cergol, reportero de Long Island
- Pei-Sze Cheng, reportera general
- Roseanne Colletti, reportera de asuntos de consumo
- Jonathan Dienst, reportero investigativo
- Cat Greenleaf, reportero de estilos de vida
- Tom Llamas, reportero general
- Jeffrey Lyons, reportero de entretenimiento
- Tim Minton, reportero investigativo
- John Noel, reportero general
- Gabe Pressman, reportero político
- Dan Rice, fotógrafo de Chopper 4 (helicóptero del canal)
- Jeff Rossen, reportero general
- Ida Siegal, reportera general
- Andrew Siff, reportero general
- Jim Smith, fotógrafo de Chopper 4
- Tracie Strahan, reportera general
- Erika Tarantal, presentadora / reportera
- Brian Thompson, reportero de Nueva Jersey
- Glenn Zimmerman, reportero general

### Meteorólogos
- Janice Huff, Meteoróloga jefe
- Chris Cimino, días de semana en la mañana
- John Marshall, fines de semana en la noche

### Deportes
- Len Berman, director de deportes / presentador deportivo de lunes a jueves
- Bruce Beck, reportero de deportes / presentador deportivo de viernes a domingo en la noche

### Tráfico
- Megan Meany, reportero del tráfico los días de semana en la mañana

## Personalidades del pasado
| - Asa Aarons - Tex Antoine - Marv Albert - Joe Avellar - Bill Boggs - Mel Brandt - Dave Browde ( Archivado el 7 de mayo de 2009 en Wayback Machine.) - Jack Cafferty - Ti-Hua Chang - Linda Church - Joe Cioffi - Mary Civello - Jay DeDapper, reportero de política - David Diaz - Maurice DuBois - Steve Dunlop () - Rick Leventhal - Kathryn Eismann - Fred Facey - Kendra Farn - Dr. Frank Field - Ira Joe Fisher - Dawn Fratangelo - Betty Furness - Arthur Gary - Andrew Glassman - Marty Glickman - Dr. Max Gomez - Don Gould - Roger Grimsby - Tony Guida - Carolyn Gusoff - Pablo Guzmán - Andria Hall - John Hambrick |  | - Jane Hanson - Reggie Harris - Pat Harper - Jim Hartz - Pat Hernon - Magee Hickey - Chauncey Howell - Wayne Howell - Carol Jenkins - John Johnson - Deb Kaufman - Katie Kelly - Matt Lauer - Vivian Lee - Pia Lindström - Otis Livingston - Lynda Lopez - Felipe Luciano - Dave Marash - Sal Marchiano - Dr. David Marks - Michele Marsh - Frank McGee - John Miller - Paul Moniz - Monica Morales - Rob Morrison - SallyAnn Mosey - Aimee Nuzzo - Don Pardo - Ralph Penza - M.G. Perez - Audrey Puente - Norma Quarles - Howard Reig - Carol Anne Riddell - Bobby Rivers |  | - Vic Roby - Al Roker - Jim Rosenfield - Kyle Rote - Bill Ryan - Jim Ryan - Dick Schaap - Mike Schneider - Drew Scott - Adam Shapiro - Dean Shepherd - Marciarose Shestack - Jim Van Sickle - Liz Smith - Tom Snyder - Carl B. Stokes - Mike Taibbi - Felicia Taylor - Bob Teague - Howard Thompson - Melba Tolliver - Roger Tuttle - Glen Walker - Chris Wallace - Jim Watkins - Rolonda Watts - Don Williams - Joe Witte - Myriam Wright - Trish Yodice - Lou Young |

## Nombres del noticiero
- The Sunoco Newscast with Lowell Thomas (1940-41) (en transmisión simultánea con la Blue Network de NBC)
- The News with John McCaffrey (1950s)
- The Shell Oil News (1956-1960)
- The (Gabe) Pressman-(Bill) Ryan Report (1960-1967)
- The Sixth Hour/Eleventh Hour News (1967-1971)
- News 4 New York (1971-1972, 1980-1995, 2008-actualidad)
- Channel 4 News (1972-1974)
- NewsCenter 4 (1974-1980)
- NewsChannel 4 (HD) (1995-2008)